# Adaptació social

Trencaclosques

L’adaptació és, en sociologia i psicologia, el procés pel qual un grup o un individu modifica els seus patrons de comportament per ajustar-se a les normes imperants en el medi social en què es mou. A l'adaptar-se, un subjecte abandona hàbits o pràctiques que formaven part del seu comportament, però que estan negativament avaluades en l'àmbit al qual vol integrar-se, i eventualment adquireix altres d'acord amb les expectatives que es tenen del seu nou rol. L'adaptació, en aquest sentit, és una forma de socialització secundària, ja que opera prenent com a base les habilitats socials amb les quals el subjecte ja compta.
Casos típics de situacions que impliquen adaptació són els canvis en rol professional o educatiu -com l'ingrés a estudis superiors d'un subjecte l'origen social no és a la classe professional liberal o les migracions, temporals o definitives, que exigeixen l'adopció ràpida de cànons de comportament aliens al milieu original de l'individu.
Segons la intensitat amb què l'individu es conforma a les expectatives del grup, sol distingir l'acatament -en què les accions públiques del subjecte s'ajusten a la norma, però les seves opinions i accions privades no es veuen afectades-, la identificació -en què l'individu fa seus els principis i normes del grup en l'àmbit i període acotat al qual pertany a ell, però l'assimilació no és duradora- i la internalització -en què el subjecte accepta com a propis els principis de judici i avaluació codificats en les normes del grup.
El control social sobre el compliment de les normes porta, en general, al fet que encara els individus els interessos i formació no els s'inclinen a acatar efectivament les obeeixin. La severitat de les sancions -que no es correspon simplement amb el nivell en què aquestes han estat institucionalitzades en organisme específics dedicats a ratificarles- permet distingir entre costums, l'incompliment pot resultar excèntric, vergonyós o encara anormal, i implicar principalment incomoditats, i Morés, normes que defineixen l'acceptable en el terreny social i la violació comercieja l'exclusió del cercle social o encara sancions legals.
Un recull de L. D. Crow i un grup de col·laboradors, situa la qüestió a principis dels 60: Reading in Abnormal Psicology, traduït com Conducta adaptada a Ed. Paidós. És un conjunt d'un bon nombre de definicions i anàlisi de la doctrina científica.

## Adaptació enfront del canvi
Algunes corrents sociològiques, compromeses amb la noció de societat postindustrial o postmaterialisme amb l'escala de postmaterialisme, sostenen que la capacitat d'adaptació ràpida és un dels caràcters centrals del nou model social (Inglehart, 1977); en la societat postmaterialista els valors tradicionals de prosperitat material i desenvolupament econòmic, fortament dependents d'un entorn estable i una trajectòria vital aproximadament lineal, es veurien suplantats per valors postmaterialistes centrats en el desenvolupament personal i una major llibertat per escollir. La capacitat d'abandonar patrons de comportament segons es fes necessari, és a dir, d'elevar la capacitat d'adaptació, seria crucial per actuar en un món en què formes fortament arrelades d'estructura familiar, laboral o religiosa semblen estar dissolent-se.

## Conformitat
Altres autors avaluen el grau en què l'individu està disposat a apartar-establement dels hàbits propis prèviament adquirits per garantir l'estabilitat de la relació com la seva capacitat de conformitat.
Existeixen dissenys experimentals per a proporcionar una estimació quantitativa del conformisme, elaborats sobretot a partir de les experiències dissenyades per Solomon Asch i Stanley Milgram; els experiments d'Asch permeten estimar la pressió que l'opinió expressa d'altres membres del grup exerceix sobre les decisions pròpies -el que s'ha anomenat pressió dels Parés-, mentre que els de Milgram se centren en la capacitat d'acceptar ordres de una persona en situació d'autoritat, tot i que entren en conflicte amb els propis principis.
Investigacions d'aquesta última classe s'havien integrat també en l'elaboració de l'escala F, un índex que intentava mesurar el grau d'autoritarisme de la personalitat, en els estudis duts a terme per Theodor Adorno, Else Frenkel-Brunswik, Daniel Levinson i R. Nevitt Sanford.
No obstant això, algunes persones, sobretot misantrops, opinen que el conformisme és un trastorn mental que utilitzen les persones per "enganyar-se a si mateixos" que la realitat en la qual ells viuen, és la millor realitat, sense ser això cert en la majoria dels casos, tenint com a conseqüència un fals estat de felicitat. Aquesta idea de conformisme mostra al conformisme com una repressió de la pròpia realitat de l'ésser que, tard o d'hora, desembocarà en la infelicitat o, en casos extrems, problemes mentals.

## Groupthink
En situacions d'alta pressió per a la conformitat -sobretot aquelles en què el grup és fortament homogeni, cohesionat i dotat d'autoritat forta però difusa-, l'ajust de les accions individuals al que s'estima anticipadament que serà el consens del grup porta a l'adopció de decisions que individualment cada membre hagués considerat inadequades, en una forma de profecia autocomplerta. Aquest fenomen, anomenat groupthink o síndrome de pensament grupal, afecta especialment a les organitzacions de gran escala, sobretot quan no disposen d'una estructura burocràtica que defineixi metòdicament les responsabilitats; la recent evolució dels models de gestió empresarial s'ha mostrat particularment sensible a ell.

## Psicologia Social
En la teoria psicològica d'Enrique Pichon-Rivière, l'adaptació s'entén com la capacitat de proporcionar una resposta adequada i coherent a les exigències del medi; mentre la noció sociològica se centrava en la compatibilitat dels hàbits amb les característiques socialment aprovades, la psicològica enfoca el problema des de la capacitat intel·lectual i emocional de fer front a les demandes de l'entorn.
Pichon-Rivière distingeix una adaptació passiva, expressada en comportaments visibles ajustats a les expectatives del terapeuta -grossa manera assimilable a la noció anterior-, com vestir-se d'una manera adequada, menjar regularment i d'acord amb les normes, respondre predeciblemente en la conversa, que no obstant això no implica modificacions profundes en l'estructura psíquica. Un motlle estereotipat de comportament regular es sobreimprimeix, en aquest cas, a una estructura pulsional desconnectada d'aquest, en un estat que Pichon-Rivière diu d'alienació. En una adaptació activa, són les pròpies condicions pulsionals del subjecte que es transformen, permetent a aquest un contacte real i adequat amb el seu medi.